# 타운 앤 컨트리 (영화)
《타운 앤 컨트리》(영어: Town & Country)는 미국에서 제작된 피터 첼섬 감독의 2001년 로맨틱 코미디 영화이다. 워런 비티 등이 출연하였고, 사이먼 필즈 등이 제작에 참여하였다.

## 출연진
- 워런 비티
- 다이앤 키턴
- 골디 혼
- 게리 섄들링
- 앤디 맥다월
- 제나 엘프먼
- 나스타샤 킨스키
- 찰턴 헤스턴
- 메리언 셀더스
- 조시 하트넷
- 트리샤 베시
- 어주라 스카이
- 벅 헨리

## 기타 제작진
- 공동 제작: 사이러스 야브너
- 배역: 메리 게일 아츠, 바버라 코언
- 미술: 캐럴라인 해내니아
- 의상: 몰리 매기니스